# Ngamring
Ngamring (Wylie: ngam ring rdzong; ZWPY: Ngamring Zong; tiếng Trung: 昂仁县; bính âm: Ángrén Xiàn, Hán Việt: Ngang Nhân huyện) là một huyện của địa khu Xigazê (Nhật Khách Tắc), khu tự trị Tây Tạng, Trung Quốc. Trung tâm hành chính của huyện là Kagar (卡嘎).

### Trấn
- Khải Dát (卡嘎镇)
- Tang Tang (桑桑镇)

### Hương
| - Thiết Nhiệt (切热乡) - Thu Oa (秋窝乡) - Đạt Cư (达居乡) - Á Mộc (亚木乡) - Cống Cửu Bố (贡久布乡) | - Đạt Nhược (达若乡) - Thố Mại (措迈乡) - Ni Quả (尼果乡) - Khổng Long (孔隆乡) - Như Sa (如沙乡) | - A Mộc Hùng (阿木雄乡) - Tra Tư (查孜乡) - Nhật Ngô Kỳ (日吾其乡) - Đa Bạch (多白乡) - Hùng Ba (雄巴乡) |